# Hanhisaari (ö i Kajanaland)
Hanhisaari är en ö i Finland. Den ligger i sjön Kälkänen och i kommunen Kuhmo i den ekonomiska regionen  Kehys-Kainuu  och landskapet Kajanaland, i den östra delen av landet, 500 km nordost om huvudstaden Helsingfors. Öns area är 0,6 hektar och dess största längd är 140 meter i öst-västlig riktning.